# Вулиця Володимира Мономаха (Черкаси)
Ву́лиця Володимира Мономаха — вулиця в Черкасах.

## Розташування
Починається від вулиці Анатолія Лупиноса і простягається на південний захід до вулиці Івана Мазепи.

## Опис
Вулиця неширока, асфальтована.

## Походження назви
З 1975 до 2023 року вулиця носила назву на честь Героя Радянського Союзу Григорія Короленка, командира 936 полку 254 стрілецької дивізії, яка звільняла Черкаси від нацистських загарбників у грудні 1943 р. 
23 листопада 2023 року Черкаська міська рада перейменувала вулицю Короленка на вулицю Володимира Мономаха.

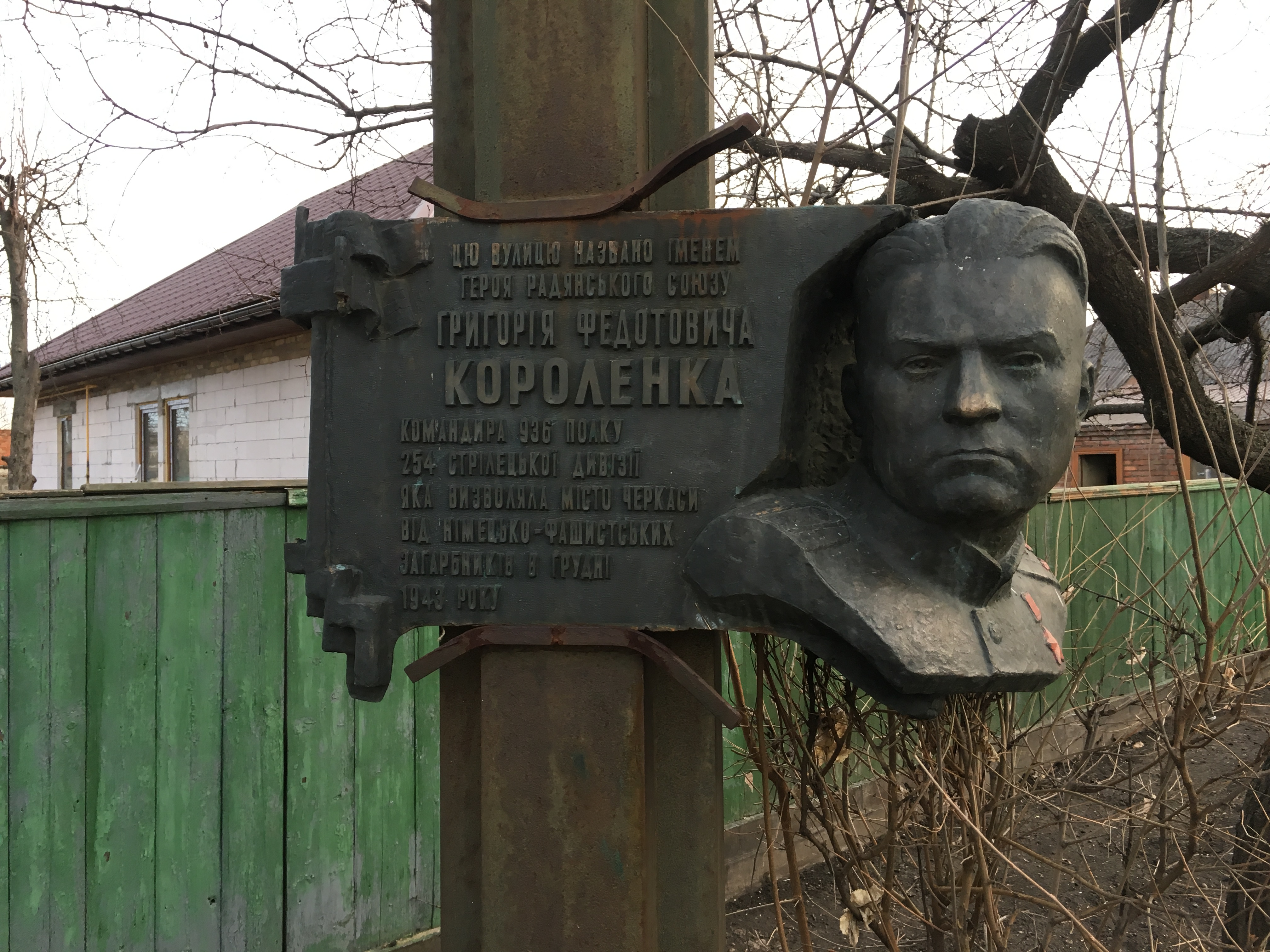
Погруддя Григорія Короленка, встановлене на початку вулиці Володимира Мономаха у м. Черкаси.

## Будівлі
Вулиця цілком забудована приватними будинками. На початку вулиці встановлене погруддя Григорія Короленка із пам’ятним написом. 